# Wortham (Royaume-Uni)
Pour les articles homonymes, voir Wortham.
Wortham est un village et une paroisse civile du Suffolk, en Angleterre.